# Ignaz Schiffermüller
Johann Ignaz Schiffermüller, född den 2 oktober 1727 i Hellmonsödt, död den 21 juni 1806 i Linz, var en österrikisk naturforskare, främst inriktad på Lepidoptera, fjärilar.
Schiffermüller var lärare på Theresianum i Wien. Hans samling skänktes till Hof-Naturalien-Cabinet i Hofburg där den brann i samband med Revolutionen 1848. Med Michael Denis, också lärare vid Theresianum, publicerade han den första katalogen över fjärilar i Wienregionen das Systematische Verzeichnis der Schmetterlinge der Wienergegend herausgegeben von Einigen Lehrern am k. k. Theresianum (1775). Hans samling återfinns i Kaiserlichen Hof-Naturalienkabinett (numer Naturhistorisches Museum i Wien). Schiffermüller är också nämnvärd för sitt arbete med att utveckla en vetenskapligt baserad färgnomenklatur.

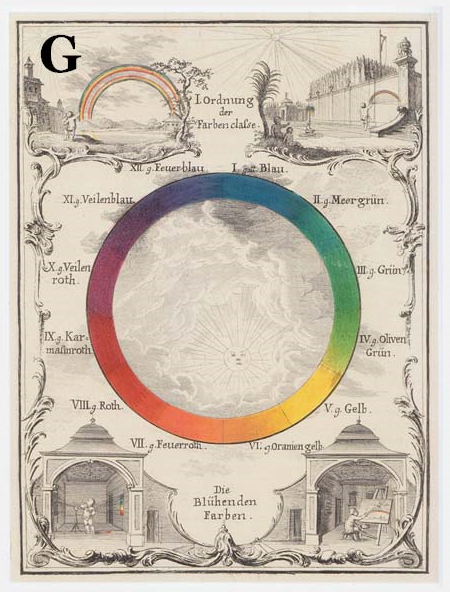
Schiffermüllers Färgcirkel från 1772

I sitt verk Versuch eines Farbensystems (1772), tar Schiffermüller upp behovet av en standardiserad nomenklatur för att beskriva de otaliga färger som naturen besitter. Verk av föregångare på området hade visat sig otillräckliga: han nämner förslag av Giovanni Antonio Scopoli (1723–1778) i hans Entomologia carniolica (1763) och August Johann Rösel (1705–1759) i hans Insecten-Belustigung (1746–1761). För att själv tjäna som modell lägger Schiffermüller fram en tabell som klassificerar och under-klassificerar nyanser av blått, och namnger dessa på tyska, latin och franska. Sammantaget är 81 tyska termer listade. En matris 3 x 12 rutor som visar en uppsättning färgprover i blått, matchar denna tabell och använder samma beteckningar. En  diskussion om de pigment som används tillhör. Arbetet innehåller också en vacker graverad helsida med en färgcirkel, inspirerad av Louis Bertrand Castels (1688–1757) optiska teori. Den är handmålad med tolv färger som gradvis övergår i varandra. Tydligt i hela detta banbrytande arbete är en subtil känsla för färgnyanser och deras precisa återgivning.
Auktorsnamnet Schiffermüller kan användas för Ignaz Schiffermüller i samband med ett vetenskapligt namn inom zoologin; se Wikipedia-artiklar som länkar till auktorsnamnet.

## Verk
- Versuch eines Farbensystems, Wien 1772[6]